# Kucsmás rókahéja
A kucsmás rókahéja (Erythrotriorchis buergersi) a madarak (Aves) osztályának vágómadár-alakúak (Accipitriformes) rendjébe, ezen belül a vágómadárfélék (Accipitridae) családjába tartozó faj.

## Rendszerezése
A fajt Anton Reichenow német ornitológus írta le 1801-ben, az Astur nembe Astur bürgersi néven. Szerepelt az Accipiter nembe Accipiter buergersi néven is.

## Előfordulása
Új-Guinea szigetén, Indonézia és Pápua Új-Guinea területén honos. Természetes élőhelyei a szubtrópusi és trópusi síkvidéki és hegyi esőerdők. Állandó, nem vonuló faj.

## Megjelenése
Testhossza 53 centiméter.

## Természetvédelmi helyzete
Az elterjedési területe nagy, de csökken, egyedszáma nincs számszerűsítve, de valószínűleg csökken. A Természetvédelmi Világszövetség Vörös listáján adathiányos fajként szerepel.